# The Lookouts
The Lookouts – amerykański, punkrockowy zespół muzyczny, który istniał w latach 1985–90. Jego członkami byli:
- Lawrence Livermore – gitara, wokal
- Kain Kong – gitara basowa, wokal
- Tré Cool – perkusja, wokal

W początkowej fazie zespół grał agresywną, polityczną muzykę punkową. Była ona jednak niedojrzała; piosenki miały dość banalne, skrajnie pesymistyczne teksty. Wraz z kolejnymi albumami, zespół zrezygnował z politycznego przekazu i skupił się na poruszaniu problemów ogólnospołecznych, jak i jednostki. Członkowie The Lookouts, którzy wychowywali się na obszarze leśnym, szczególnie sprzeciwiali się zjawisku degradacji środowiska naturalnego.

## Historia
Grupa powstała w lutym 1985 roku na terenie Iron Peak (również Spy Rock Road), leśno-górskiego obszaru, leżącego 18 mil od kalifornijskiego CDP, Laytonville. Od 1982 roku, 35-letni wówczas Livermore i jego dziewczyna, która grała na perkusji, szukali do założenia punkowego zespołu odpowiedniego basisty. W słabo zaludnionej okolicy mieszkali jednak głównie hippisi, niezainteresowani taką muzyką. Para postanowiła więc pod koniec 1984 roku wypróbować na gitarze basowej 14-letniego Kaina Konga, pomimo iż wcześniej nie miał on styczności z tym instrumentem. Analogiczna sytuacja odnośnie do perkusji nastąpiła na początku 1985 roku, gdy Livermore i jego dziewczyna rozstali się. Nowym perkusistą Livermore postanowił uczynić swojego 12-letniego sąsiada, Franka Wrighta, który nigdy wcześniej w swoim życiu nie grał na perkusji. Szybko okazało się jednak, że ma do tego naturalne zdolności. Livermore, będący pod wrażeniem talentu nastolatka, postanowił nadać mu pseudonim Tré Cool (francuskie trés – "bardzo" + angielskie cool – "na luzie", "opanowany").
Trio, które wciąż uczyło się gry na swoich instrumentach, szybko nagrało pierwszy materiał. Na potrzeby jego wydania, Livermore założył wytwórnię płytową o nazwie Lookout! Records. Pierwszy album zespołu, One Planet One People, był jednocześnie pierwszym wydawnictwem w historii tej wytwórni, która wypromowała później wiele znanych kalifornijskich zespołów muzycznych, jak Green Day, czy Operation Ivy. The Lookouts, pomimo braku doświadczenia technicznego, od samego początku byli ważnym członkiem kształtującej się wtedy sceny muzycznej Gilman Street w pobliskim Berkeley, która potem obrosła sławą jako miejsce, gdzie zaczynało wiele wpływowych zespołów punkowych lat 90.
Sprzeczka pomiędzy członkami The Lookouts spowodowała pierwszy rozpad zespołu latem 1989 roku, po wydaniu kolejnego albumu, Spy Rock Road. Grupa zaczęła jednak nagrywać nowy materiał jeszcze pod koniec tamtego roku. Do aktywnego występowania zespół powrócił w 1990 roku, wydając także na początku lata EP Mendocino Homeland, oraz nagrywając materiał na następną (jak się okazało, ostatnią) płytę, IV, przy której udzielił się również Billie Joe Armstrong z grupy Green Day. W czerwcu 1990 roku The Lookouts zagrali ostatni raz na Gilman Street, jako support dla Bad Religion. Ostatni koncert zespołu miał natomiast miejsce w lipcu tamtego roku. Od tego czasu członkowie grupy rozjechali się do różnych miejsc w Stanach Zjednoczonych, by kontynuować edukację, i tak właściwie wtedy nastąpił faktyczny koniec zespołu, który nie mógł już ze sobą choćby ćwiczyć. Rozpad The Lookouts przypieczętowało odejście Tré do zespołu Green Day w listopadzie 1990 roku.

## Dyskografia
| 1986 | One Planet One People LP – Lookout! Records |
| 1989 | Spy Rock Road LP – Lookout! Records         |
| 1990 | Mendocino Homeland EP – Lookout! Records    |
| 1991 | IV EP – Lookout! Records                    |

Inne, pojedyncze utwory The Lookouts znalazły się również na kompilacjach:
- "California" – Bay Mud (1986, Very Small Records)
- "Outside" – The Thing That Ate Floyd (1988, Lookout! Records)
- "Big Green Monsters" – Make the Collector Nerd Sweat (1989, Very Small Records)
- "Once Upon a Time" – More Songs About Plants and Trees (1990, Allied Records)
- "Kick Me in the Head" – Can of Pork (1992, Lookout! Records)